# Eubalaena
Eubalaena é o género ao qual pertencem as três espécies existentes de baleias-francas:
- Baleia-franca-austral (Eubalaena australis);
- Baleia-franca-do-atlântico-norte (Eubalaena glacialis);
- Baleia-franca-do-pacífico (Eubalaena japonica).

A E. australis povoa o hemisfério sul e as outras duas espécies habitam o hemisfério norte.

## Taxonomia
Originalmente, todas as baleias-francas , juntamente com a baleia-da-Gronelândia, foram classificadas no gênero Balaena e na espécie Balaena mysticetus por Carl Linnaeus em 1758. Até o final do século XX, a classificação destas baleias continuou controversa, com diferentes cientistas reconhecendo números diferentes de espécies.
Em 1864, John Edward Gray propôs a criação do gênero Eubalaena exclusivamente para as baleias-francas. Mais tarde, notou-se que certos fatores morfológicos, como as diferenças no formato do crânio entre a população do norte e a população do sul indicavam que existiam pelo menos duas espécies neste gênero. Apesar disso, Dale Rice chegou a incluir todas as baleias-francas na espécie Balaena glacialis em 1998.
Em 2000, duas pesquisas concluíram que as populações dos Hemisférios Norte e Sul eram de fato duas espécies diferentes. O que mais surpreendeu os cientistas foi o fato de que a população do Oceano Pacífico é mais próxima da espécie austral do que da espécie do Atlântico Norte.

## Conservação

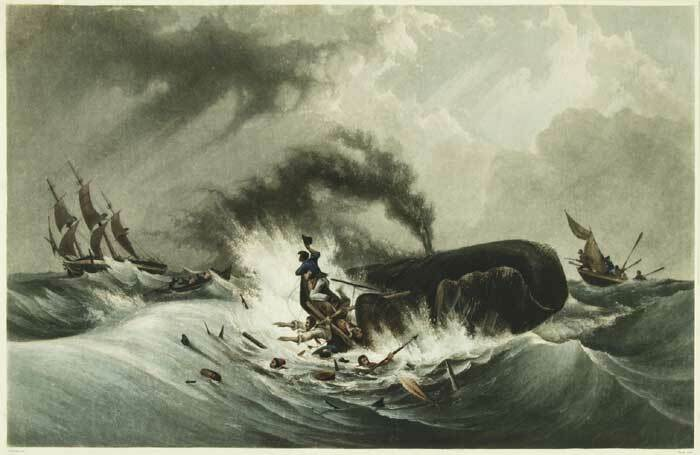
Caça de baleia-franca no século XIX.

Nos primeiros séculos de baleação, em que a caça às baleias era feita não muito longe da costa, a baleia-franca (conhecida em inglês como right whale, "baleia certa") era praticamente a única baleia cuja caça era possível, pois além de se aproximarem da costa e nadarem lentamente, elas normalmente não afundam quando mortas. No início do século XX, a industrialização possibilitou que as baleias fossem mortas em quantidades maiores. Quando se tornou evidente que estes animais estavam próximos da extinção, sua caça foi proibida em 1937, embora tenham ocorrido inúmeras violações nas próximas décadas. Madeira continuou a caça até 1968, ano em que duas baleias foram mortas. Na década de 1940, o Japão matou 23 baleias-francas-do-pacífico e ainda mais durante a década de 1960, sob permissão científica. Baleação ilegal continuou na costa brasileira por muitos anos, e baleias-francas foram processadas em Imbituba até 1973. A União Soviética matou pelo menos 3212 baleias-francas-austrais nos anos 1950 e 60, embora tenha alegado ter matado apenas 4.
Hoje, restam apenas 300-350 baleias-francas-do-atlântico-norte e cerca de 500 baleias-francas-do-pacífico. A baleia-franca-austral, porém, não está ameaçada de extinção; restam aproximadamente 7500 indivíduos.

## Descrição

Esqueleto de uma baleia-franca-do-atlântico-norte.

As baleias-francas são facilmente reconhecíveis pela cabeça grande (que corresponde a quase um terço do comprimento total), pela boca em forma de arco, pelo corpo predominantemente preto sem barbatana dorsal e sem sulcos ventrais, e pelas calosidades na cabeça, que são habitadas por "piolhos-de-baleia" da família Cyamidae. São estes crustáceos que fazem as calosidades parecerem pálidas.

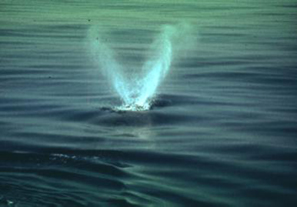
Jato de água de uma baleia-franca-do-atlântico-norte.

Possuem dois espiráculos e seu jato de água tem forma de V e atinge 5 metros de altura.
Uma jovem baleia-franca tem aproximadamente 4 metros de comprimento, enquanto os adultos costumam medir entre 13 e 17 metros, e as duas espécies do Hemisfério Norte podem passar dos 18 m. A mais longa baleia-franca já registrada provavelmente foi uma com 21,3 m. Sua massa costuma variar entre 40 e 80 toneladas e podem atingir as 90 t e supostamente até 135 t no caso da baleia-franca-do-pacífico.

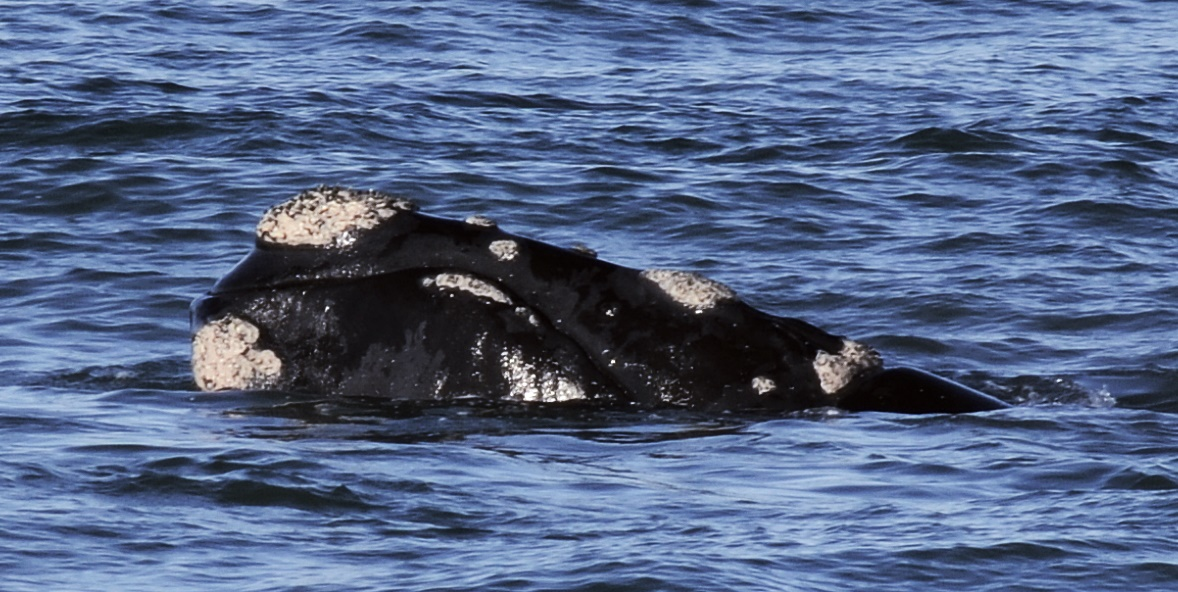
Calosidades de uma baleia-franca-austral.

Os testículos das baleias-francas são os maiores do mundo, pesando 500 kg cada um.
Dentro da boca, possuem entre 220 e 270 cerdas bucais, cada uma com 3 metros de comprimento.